# Francisco Maturana
Francisco Antonio Maturana García, detto Pacho (Quibdó, 15 febbraio 1949), è un dirigente sportivo, allenatore di calcio ed ex calciatore colombiano, di ruolo difensore, direttore sportivo dell'Atlético Nacional.
Ha allenato la Nazionale colombiana al Mondiale in Italia (1990) e negli Stati Uniti (1994), oltre che nella storica edizione, giocata in casa e vinta, della Copa América del 2001.

## Carriera

### Giocatore
Nato a Quibdó (nel Dipartimento di Chocó) si trasferisce a Medellín, iniziando a giocare nell'Atlético Nacional nel 1970, rimanendovi per dieci anni. Passato all'Atlético Bucaramanga, si guadagna la chiamata nella nazionale di calcio colombiana, con la quale gioca sei partite. Chiude la carriera nel Deportes Tolima nel 1982. Ha vinto il titolo nazionale nel 1973 e nel 1976.

### Allenatore

#### Gli inizi e la Coppa Libertadores 1989
Nel 1986 avviene il suo debutto come allenatore, alla guida dell'Once Caldas di Manizales, con la quale ottiene un buon piazzamento in campionato. L'anno successivo viene chiamato all'Atlético Nacional, dove allena una squadra che annovera tra i suoi giocatori René Higuita, Norberto Molina, Andrés Escobar, Luis Carlos Perea, Luis Fernando Herrera, John Tréllez, Leonel Álvarez, Gildardo Gómez, Albeiro Usuriaga, tra gli altri, tutti membri più o meno affermati della nazionale di calcio colombiana. Maturana guida la squadra bianco-verde alla vittoria della Coppa Libertadores 1989, storico risultato per una formazione colombiana. Nel 1987 viene anche contattato per la prima volta dalla Federazione calcistica della Colombia per guidare la nazionale alla Copa América 1987, nella quale i Cafeteros si classificano al terzo posto. Giunto a disputare la Coppa Intercontinentale contro il Milan, la sua squadra perde all'ultimo minuto a causa di una punizione di Alberico Evani.

#### Il mondiale di Italia 1990
La carriera di Maturana si divide tra Atlético Nacional e selezione nazionale; nel 1989 la Colombia partecipa alla Copa América, dove viene eliminata al primo turno, ma conquista la qualificazione al campionato del mondo 1990, dopo 28 anni di assenza dalla massima competizione ufficiale per nazionali. Inserita nel gruppo con Emirati Arabi Uniti, Germania e Jugoslavia, centra la qualificazione agli ottavi di finale grazie a Freddy Rincón, che segnando all'ultimo minuto contro la Germania rispondendo a Pierre Littbarski permette alla nazionale di proseguire il cammino nel mondiale. Il 23 giugno 1990 la Colombia affronta il Camerun; una doppietta di Roger Milla, viziata da un errore di René Higuita, elimina la selezione sudamericana che ha una tarda reazione con il gol al 115' di Bernardo Redín.

#### Il titolo nazionale con l'América de Cali
Nel 1992 torna in patria per guidare l'América de Cali, che porta alla vittoria del campionato colombiano, grazie alla qualità della squadra formata dai nazionali Wilmer Cabrera, Albeiro Usuriaga, John Lozano, Freddy Rincón, Leonel Álvarez, Alexander Escobar, Antony de Ávila e Bernardo Redín e da Jorge da Silva. Qualificatosi alla Coppa Libertadores 1993, viene eliminato in semifinale dai cileni dell'Universidad Católica.
Sempre in carica come CT della nazionale, partecipa alla Copa América 1993, classificandosi al terzo posto, venendo eliminato in semifinale dall'Argentina, futura vincitrice, ai rigori. Nello stesso anno si qualifica per il campionato del mondo 1994, il secondo consecutivo da allenatore della nazionale.

#### Stati Uniti 1994
La Colombia si presenta al mondiale con un gioco offensivo, simile ma non identico a quello attuato da Arrigo Sacchi, in cui il gioco a zona si fonde con la creatività sudamericana, ma termina il mondiale all'ultimo posto nel girone, risultato che causa l'allontanamento di Maturana dalla panchina della selezione nazionale.

#### Dopo il mondiale
Contattato dall'Atlético Madrid dal presidente Jesús Gil, non ottiene risultati positivi e viene rimpiazzato da Alfio Basile; nel 1995 viene chiamato dalla nazionale di calcio ecuadoriana, che guida durante le Copa América 1995 e 1997, fallendo però la qualificazioni ai mondiali di Francia 1998. Tornato ad allenare in patria, al Millonarios di Bogotà, vi rimane per un solo anno prima di tornare ad allenare in campo internazionale, stavolta in Costa Rica. L'avventura alla guida della nazionale centroamericana dura solo pochi mesi: chiamato dal Perù, partecipa alla CONCACAF Gold Cup 2000.

#### La Copa América 2001
Per la Copa América 2001 programmata in casa, la Federazione calcistica della Colombia decide di richiamare Maturana alla guida della nazionale: grazie alla rosa formata tra gli altri da Óscar Córdoba, Iván Córdoba, Juan Carlos Ramírez, John Restrepo, Freddy Grisales, Giovanni Hernández, e soprattutto da Víctor Aristizábal, capocannoniere della competizione, la Colombia vince per la prima volta il titolo, battendo il Messico in finale.

#### Dopo la Copa América
Lasciata la guida della selezione nazionale nel 2002 per trasferirsi in Arabia Saudita all'Al-Hilal, vince il campionato saudita.
Nel 2003 torna nuovamente a guidare la nazionale colombiana per disputare la Confederations Cup 2003, formando la rosa sulla base di quella vincitrice della Coppa America giocata in casa. Nel 2004 viene chiamato dal Colón de Santa Fe, in Argentina, e vi rimane per una parte di stagione. Nel 2007 assume la guida del Gimnasia La Plata per rimpiazzare Pedro Troglio, venendo successivamente esonerato. Nel 2008 ha ricevuto l'incarico di commissario tecnico della nazionale di calcio di Trinidad e Tobago.

## Palmarès

### Giocatore

#### Club

##### Competizioni nazionali
- Campionato colombiano: 2

Nacional Medellin: 1973, 1976

### Allenatore

#### Club

##### Competizioni nazionali
- Campionato colombiano: 1

America Cali: 1992
- Campionato saudita: 1

Al Hilal: 2002

##### Competizioni internazionali
- Coppa Libertadores: 1

Nacional Medellin: 1989

#### Nazionale
- Coppa America: 1

Colombia: 2001

#### Individuale
- Allenatore sudamericano dell'anno: 1

1993